# 락시

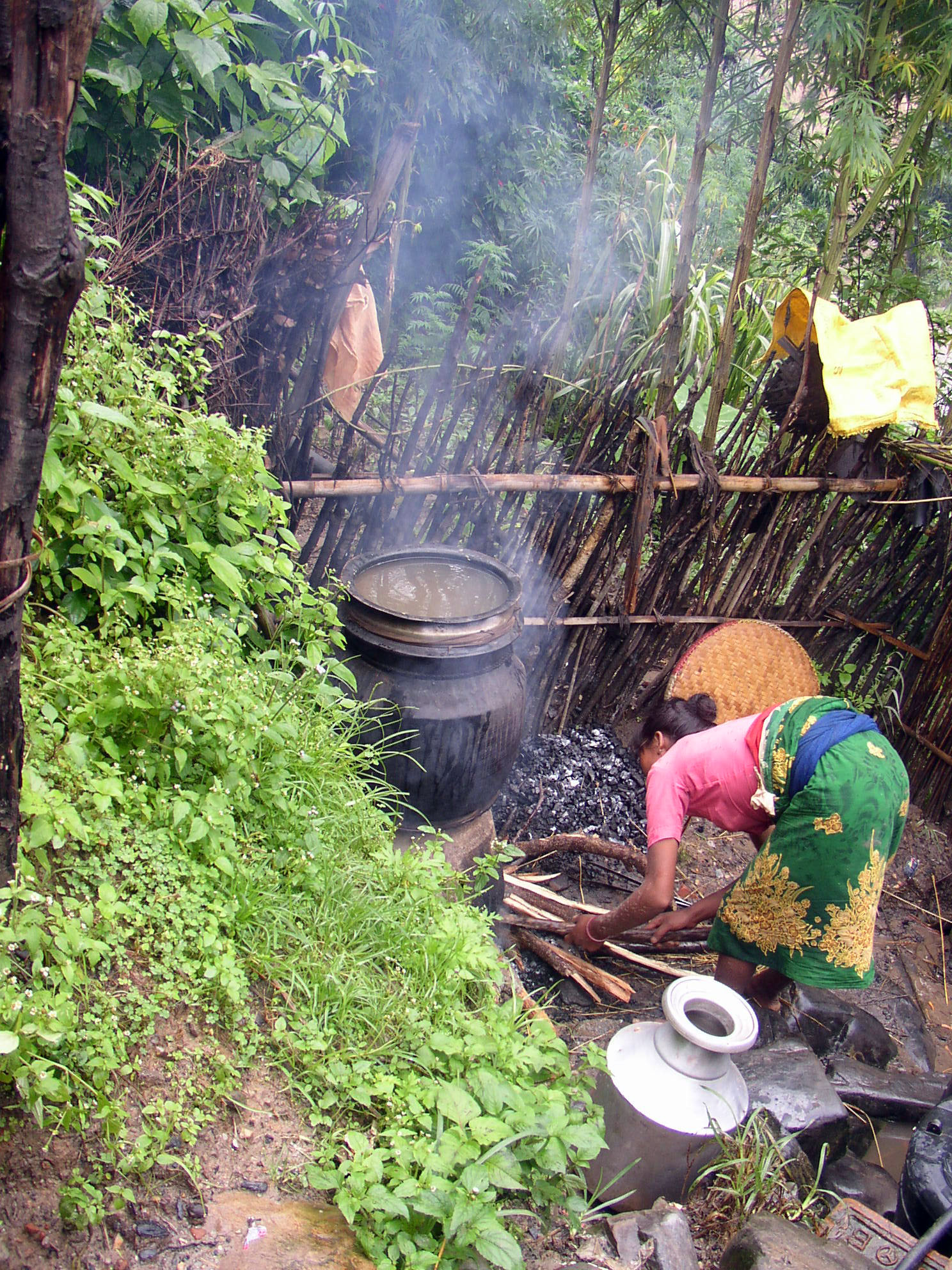
네팔에서 락시 정제를 하는 모습

락시(Raksi, rccie, Rakshi)는 네팔, 인도 및 티베트의 전통 증류주를 가리키는 네팔어 용어이다. 집에서 만드는 경우가 많다.
락시는 독한 음료로 보드카나 진처럼 맑고 일본 술과 같은 맛이 난다. 이 술은 보통 코도(kodo) 서곡 또는 쌀로 만들어진다. 다른 곡물은 다른 맛을 낸다. 양조 알코올 음료인 차앙을 증류하여 만든다. 전통 음료인 림부스와 키라티 사람들은 돼지고기, 물소 또는 염소 고기 세쿠와 조각과 함께 제공되는 통바와 락시를 마신다.
CNN의 '세계에서 가장 맛있는 음료 50개 목록'에서 락시는 41위에 올랐으며 다음과 같이 설명했다: 벨벳 같은 감각. 네팔인들은 축제를 기념하기 위해 이 수제 맥주를 마신다.
그 인기로 인해 네팔에는 다양한 여성 단체를 포함하여 다양한 금주 운동이 존재한다. 그러나 락시(Raksi)는 방부성 때문에 부분적으로는 다양한 종교 의식과 사교 행사에서 여전히 중요한 요건으로 남아 있다.
GC-MS 기반 대사체학은 히말라야 산맥의 싱갈릴라 능선의 고지대에서 수집한 락시에 존재하는 약용 화합물을 밝혀냈다. 연구에서는 락시가 고산병 치료제로 유용한 화합물을 함유하고 있다고 주장한다.

## 같이 보기
- 창 (음료)